# Bombus armeniacus
Bombus armeniacus là một loài Hymenoptera trong họ Apidae. Loài này được Radoszkowski mô tả khoa học năm 1877.